# Brachionichthys australis
Brachionichthys australis is een straalvinnige vissensoort uit de familie van voelsprietvissen (Brachionichthyidae). De wetenschappelijke naam van de soort is voor het eerst geldig gepubliceerd in 2007 door Last, Gledhill & Holmes.